# Мелісса Маззотта
Мелісса Маззотта (ісп. Melissa Mazzotta; нар. 21 червня 1972) — колишня венесуельська тенісистка.
Найвищу одиночну позицію світового рейтингу — 182 місце досягла 3 березня 1997, парну — 132 місце — 23 листопада 1998 року.
Здобула 1 одиночний та 1 парний титул туру ITF.
Завершила кар'єру 2000 року.

## Фінали Туру WTA

### Парний розряд (0-1)
| Результат | Дата                 | Турнір                              | Рівень  | Покриття | Партнерка        | Суперниці                     | Рахунок       |
| --------- | -------------------- | ----------------------------------- | ------- | -------- | ---------------- | ----------------------------- | ------------- |
| Поразка   | Copa Colsanitas 1998 | Copa Colsanitas Santander, Колумбія | Tier IV | Ґрунт    | Катерина Сисоєва | Жанетта Гусарова Паола Суарес | 6–3, 2–6, 3–6 |

## Фінали ITF
| турніри $50,000 |
| турніри $25,000 |
| турніри $10,000 |

### Одиночний розряд (1–3)
| Результат | Ранг | Дата              | Турнір                           | Покриття | Суперниця      | Рахунок  |
| --------- | ---- | ----------------- | -------------------------------- | -------- | -------------- | -------- |
| Поразка   | 1.   | 9 травня 1988     | Лі-он-зе-Солент, Велика Британія | Ґрунт    | Петра Торен    | 2–6, 3–6 |
| Перемога  | 2.   | 9 червня 1991     | Мірамар (Флорида), США           | Тверде   | Ніколь Арендт  | 7-6, 6-1 |
| Поразка   | 3.   | 14 липня 1991     | Індіанаполіс, США                | Ґрунт    | Рейчел Дженсен | 3-6, 0-6 |
| Поразка   | 4.   | 23 листопада 1997 | Каракас, Венесуела               | Тверде   | Каті Шлукебір  | 5-7, 5-7 |

### Парний розряд (1-1)
| Результат | Ранг | Дата          | Турнір              | Покриття | Партнерка       | Суперниці                   | Рахунок  |
| --------- | ---- | ------------- | ------------------- | -------- | --------------- | --------------------------- | -------- |
| Перемога  | 1.   | 1 червня 1998 | Ташкент, Узбекистан | Тверде   | Фабіола Сулуага | Ларісса Шерер Мірка Федерер | 6–2, 6–1 |
| Поразка   | 2.   | 5 липня 1998  | Орбетелло, Італія   | Ґрунт    | Фабіола Сулуага | Аліче Канепа Татьяна Гарбін | 2–6, 3–6 |